# Lista de supercentenários britânicos
Esta é uma lista incompleta de supercentenários britânicos, ou seja de pessoas britânicas que tenham alcançado a idade de 110 anos. Muitos destes supercentenários foram validados pela Gerontology Research Group (GRG).

## Margaret Ann Neve

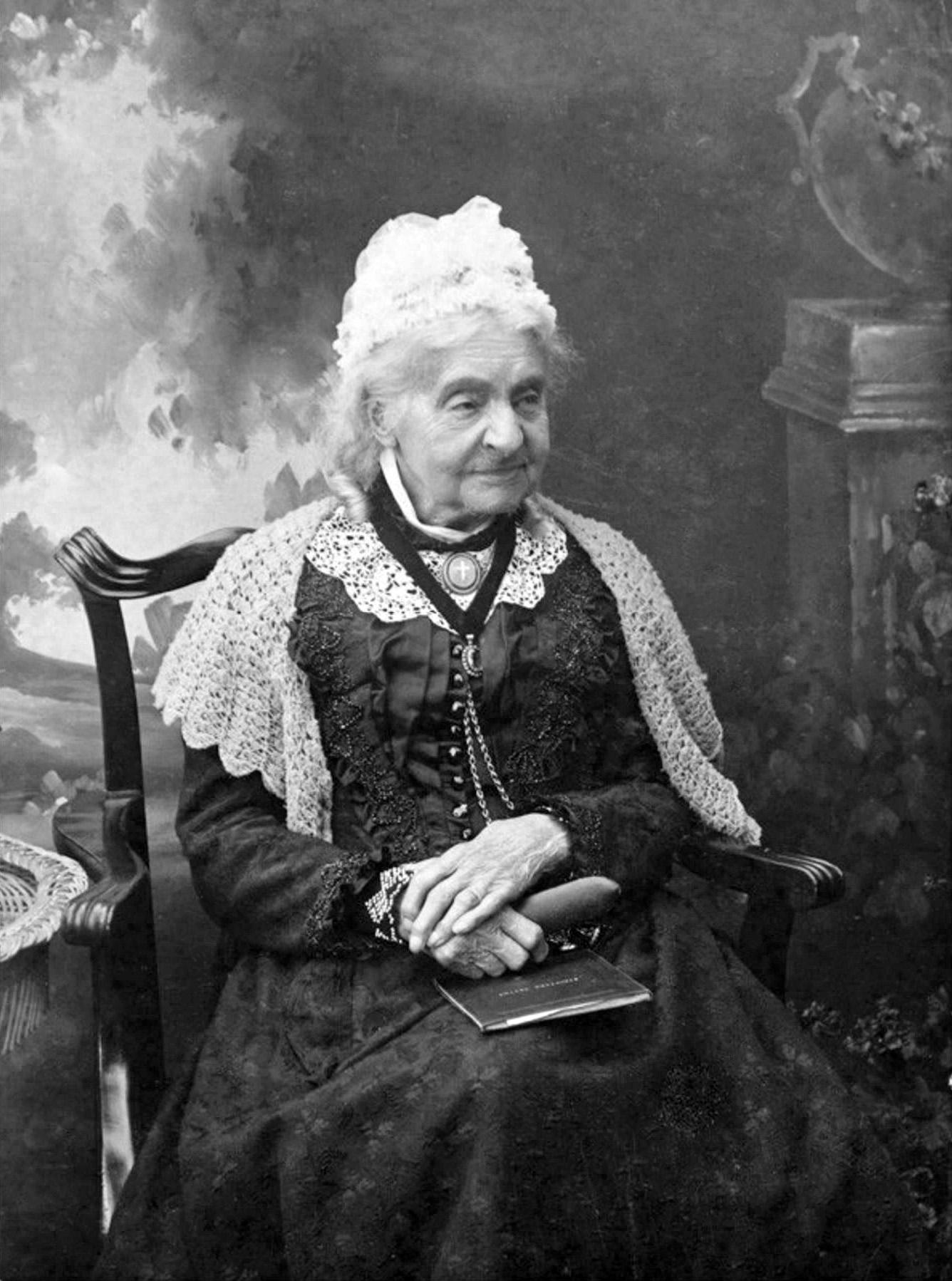
Margaret Ann Neve (cerca de 1890)

Margaret Ann (Harvey) Neve,(Saint Peter Port, Guernsey,18 de maio de 1792 – 4 de abril de 1903) foi a primeira mulher a ser reconhecida como supercentenária e a primeira pessoa a chegar a esse estatuto no século XX. A sua longevidade só viria a ser ultrapassada por Louisa Thiers em 1925, e foi uma das poucas pessoas confirmadamente a viver nos séculos XVIII, XIX e XX.
Margaret lembrava-se do tumulto provocado pela Revolução Francesa.

Foi educada em Bristol, ganhando um marcado interesse por literatura e poesia, tanto que Charles François Dumouriez, um general francês, a apelidava de la spirituelle. Casou com John Neve em 1823 em Inglaterra, voltando para Guernsey em 1849, após a morte do marido.

Margarett viajou pelo estrangeiro com a sua irmã, que alcançou a idade de 98 anos. A sua última viagem foi até Cracóvia em 1872.

## Charlotte Hughes
Charlotte Marion (Milburn) Hughes (1 de agosto de 1877 - 17 de março de 1993) é a pessoa cujo tempo de vida é considerado o mais longo da história da Inglaterra. O facto é documentado, ao contrário de alguns mitos de longevidade, como o de Thomas Parr. Charlotte foi professora até se aposentar, e veio a casar-se aos 63 anos de idade. O seu marido faleceu em 1980, aos 103 anos de idade.
Presentemente, Charlotte ocupa a 13.ª posição na lista das pessoas mais velhas do mundo.

## Annie Jennings
Annie Jennings(12 de novembro de 1884 – 20 de novembro de 1999 era, aos 115 anos de 8 dias, a segunda pessoa mais velha do Mundo. Foi a segunda britânica mais velha de sempre. Era professora e nunca teve filhos e desagradava-lhe a atenção o Livro Guiness dos Recordes lhe dedicava.

## Eva Morris
Eva Sharpe Morris (8 de Novembro de 1885 – 2 de Novembro de 2000) foi, entre Dezembro de 1999 e a data do seu falecimento, a pessoa mais velha do mundo, tendo falecido aos 114 anos e 360 dias, tornando-se a terceira britânica mais velha de sempre. Era natural do condado de Staffordshire, no Reino Unido. Sucedeu-lhe no título Marie Brémont, de 114 anos de idade.

## Henry Allingham

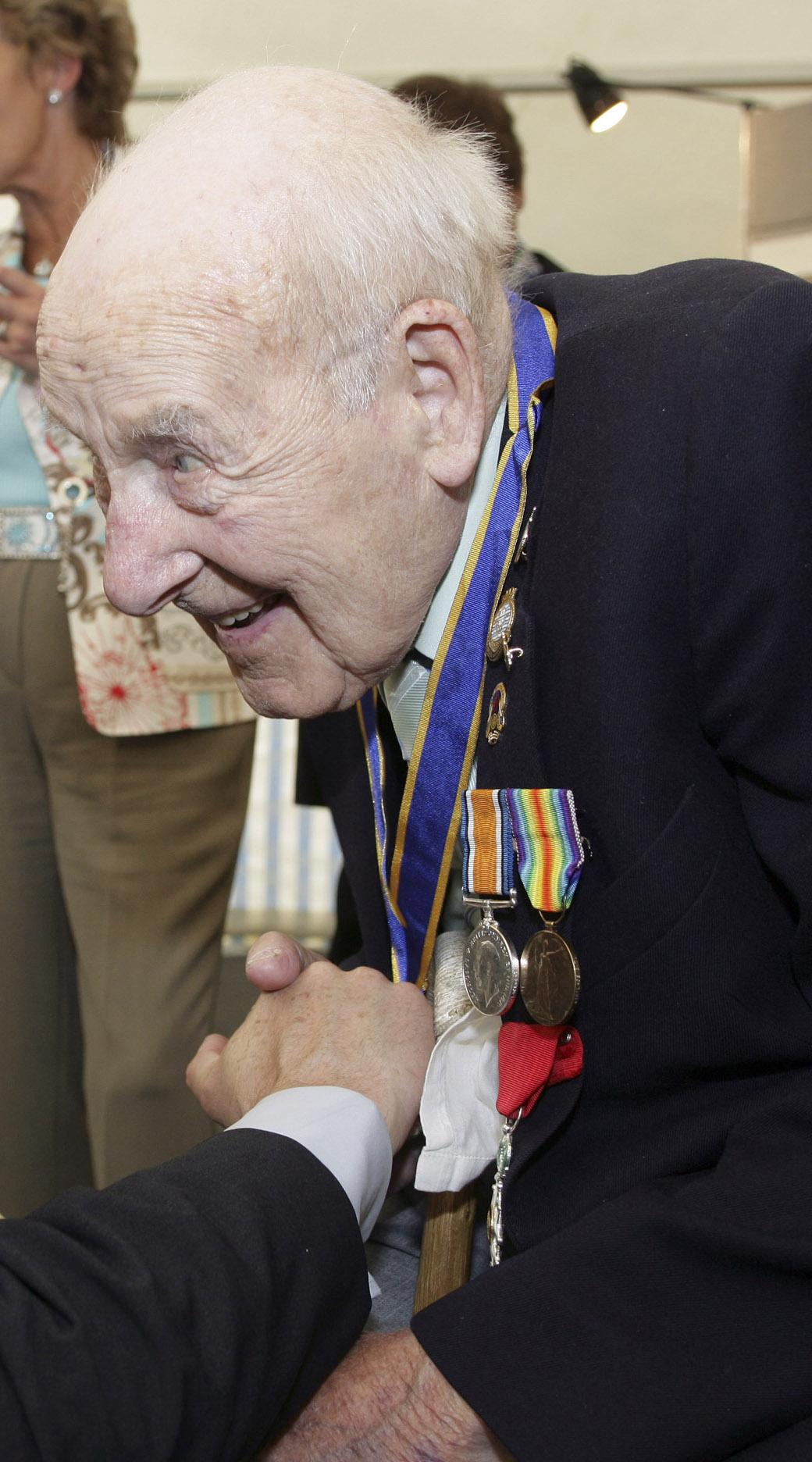
Henry Allingham no Museu Imperial de Guerra em 2006

Henry William Allingham (Londres, Inglaterra, 6 de junho de 1896 - Brighton, 18 de julho de 2009) foi um supercentenário britânico que, ao falecer aos 113 anos e 42 dias, era considerado o homem mais velho do mundo e, também, o mais longevo dos últimos veteranos da Primeira Guerra Mundial (1914-1918). É também o homem britânico mais velho de sempre.

## Florrie Baldwin
Florence Emily Baldwin (31 de março de 1896 - 8 de maio de 2010) era aos 114 anos e 38 dias a pessoa mais velha da Europa e a Predefinição:Ordem pessoa mais velha do mundo.
Nascida Florence Davis no distrito de Hunslet em Leeds, lembra-se da Guerra do Bôeres e da visita da rainha Vitória à sua cidade quando tinha Florrie tinha quatro anos. Casou-se em 1920 com o decorador Clifford Baldwin. Após a morte do marido em 1973, Florrie viveu sozinha até aos 105 anos de idade.
Florrie atribui a sua longevidade a ter comido ovos fritos todos os dias. Contudo os médicos pensa que se deva ao seu trabalho de secretária numa firma de engenharia, da qual se reformou aos 75 anos de idade. A companhia encontrava-se no topo de uma colina íngreme, que ela subia e descia no período da manhã, almoçava em casa e voltava a percorrer no período da tarde. No seu 113º aniversário encontrava-se bem de saúde.

## Ethel Wood
Ethel Wood (16 de janeiro de 1901 - 19 de agosto de 2011) era aos 110 anos e 215 dias a pessoa viva mais velha nascida em Guernsey e a nona pessoa viva mais velha do Reino Unido após a morte de Margaret Fish, em 12 de março de 2011. Ela foi a segunda supercentenária nascida em Guernsey, depois de Margaret Ann Neve.
Ethel Wood nasceu em Saint Sampson, Guernsey. Ela era uma das cinco crianças de William e Lily Wood. Wood treinou como professora em Londres antes da Ocupação das Ilhas do Canal. Como seus irmãos, ela nunca se casou nem teve filhos. Ela se mudou para Essex na década de 1990 para cuidar de sua irmã mais nova, Edith. Wood viveu em sua própria casa até quebrar sua perna durante um outono um mês antes do seu 110.º aniversário.
Ethel morreu de repente em 19 de agosto de 2011 aos 110 anos e 215 dias na Inglaterra. Se ela tivesse vivido até dezembro daquele ano, ela teria superado a única supercentenária de Guernsey, Margaret Ann Neve (1792-1903).